# 斯海爾托亨博斯車站
斯海爾托亨博斯車站（荷蘭語：Station 's-Hertogenbosch）是荷蘭北布拉邦省省會斯海爾托亨博斯的一座鐵路車站，啟用於1868年11月1日。蒂爾堡－奈梅亨鐵路通車後，車站獲得擴建。
1896年，原來的車站被愛德華·居伊珀斯設計的大型磚造建築取代，車站於原址以南幾百米處，同時鐵軌也向西移動，這座車站具有新文藝復興時期的風格，1944年9月16日，車站於二戰中遭毀壞。1951年，由西伯德·范·拉維斯汀設計的車站重建完成。
目前的車站是第四代站房，於1998年再次進行了重建。1998年5月14日正式啟用。

## 歷代車站圖片集
- 第二代站房（1896-1944）
- 第三代站房（1951-1998）
- 第四代站房（1998至今）